# Узункольський сільський округ (Узункольський район)
Узунко́льський сільський округ (каз. Ұзынкөл ауылдық округі, рос. Узункольский сельский округ) — адміністративна одиниця у складі Узункольського району Костанайської області Казахстану. Адміністративний центр — село Узунколь.
Населення — 5429 осіб (2021; 7099 у 2009, 7700 у 1999, 8870 у 1989).
Станом на 1989 рік існували Ленінська сільська рада (село Ленінське) та Узункольська сільська рада (села Вершкове, Єсмирза, селище Павловка) з центром у селі Ленінське. 19 липня 2012 року до складу Узункольського сільського округу була включена територія ліквідованої Узункольської сільської адміністрації. Село Вершкове було ліквідоване 2019 року.

## Склад
До складу адміністрації входять такі населені пункти:
| Населений пункт  | Старі назви | Населення, осіб (1989) | Населення, осіб (1999) | Населення, осіб (2009) | Населення, осіб (2021) |
| ---------------- | ----------- | ---------------------- | ---------------------- | ---------------------- | ---------------------- |
| Єсмирза, село    | -           | 329                    | 242                    | 251                    | 109                    |
| Павловка, село   | -           | 432                    | 383                    | 357                    | 148                    |
| --Вершкове, село | -           | 304                    | 197                    | 113                    | 1                      |
| Узунколь, село   | Ленінське   | 7805                   | 6878                   | 6378                   | 5171                   |